# Thomomys bulbivorus
Thomomys bulbivorus är en däggdjursart som först beskrevs av Richardson 1829.  Thomomys bulbivorus ingår i släktet Thomomys och familjen kindpåsråttor. IUCN kategoriserar arten globalt som livskraftig. Inga underarter finns listade i Catalogue of Life. Artepitet i det vetenskapliga namnet är sammansatt av de latinska orden bulbus (lök) och voro (ätande). Gnagaren är i motsats till denna tidiga teori inte specialiserad på lökar.
Hannar blir omkring 300 mm lång, inklusive en cirka 90 mm lång svans. De har ungefär 42 mm långa bakfötter. Honornas genomsnittsvärden är 271 mm för den absoluta längden, 81 mm för svanslängden och 39 mm för bakfötternas längd. Särskilt stora hannar kan med svans vara 328 mm långa och 495 g tunga. Kroppen är under sommaren täckt av en kort och styv päls som byts före vintern mot en lång och fluffig päls. Den är på ovansidan mörk gråbrun och på undersidan blyfärgad. Det finns en vit fläck på strupen och öronen samt nosen är nästan helt svarta. Thomomys bulbivorus har liksom alla familjemedlemmar kindpåsar och framtänderna ligger utanför den stängda munnen. Honor har två par spenar på bröstet och två par spenar vid ljumsken. I varje käkhalva förekommer en framtand, ingen hörntand, en premolar och tre molarer, alltså 20 tänder i hela uppsättningen.
Denna gnagare förekommer i nordvästra Oregon (USA) i dalgången till Willamette River och dess bifloder. Habitatet utgörs främst av jordbruksmark.
Arten skapar liksom andra kindpåsråttor underjordiska tunnelsystem men den vistas ibland ovanpå markytan. Den äter rötter, rotfrukter och andra underjordiska växtdelar samt gräs, nedfallna frukter och nötter. Före den kalla årstiden samlas föda i boets förvaringsrum. Individerna håller ingen vinterdvala och lever utanför parningstiden ensam. Parningen sker tidigast i mars och ungarna föds mellan april och juli. En hona har bara en kull under tiden med 3 till 5 ungar. Dräktigheten varar cirka 19 dagar och ungarna diar sin mor ungefär 6 veckor. Efter den första vintern har de parningsförmåga. Vid födelsen är ungarna cirka 50 mm långa, 6 g tunga, blinda och nakna. Deras storlek ökas snabb. Ungarna får efter två veckor päls, de börjar efter tre veckor med fast föda och de öppnar ögonen efter fem veckor.
I äldre avhandlingar nämns att denna art fördrar lök från stjärnhyacinter (Camassia) som föda men denna uppgift är omstridd. Thomomys bulbivorus faller ofta offer för ugglor och den jagas troligen av andra rovlevande djur.

## Bildgalleri

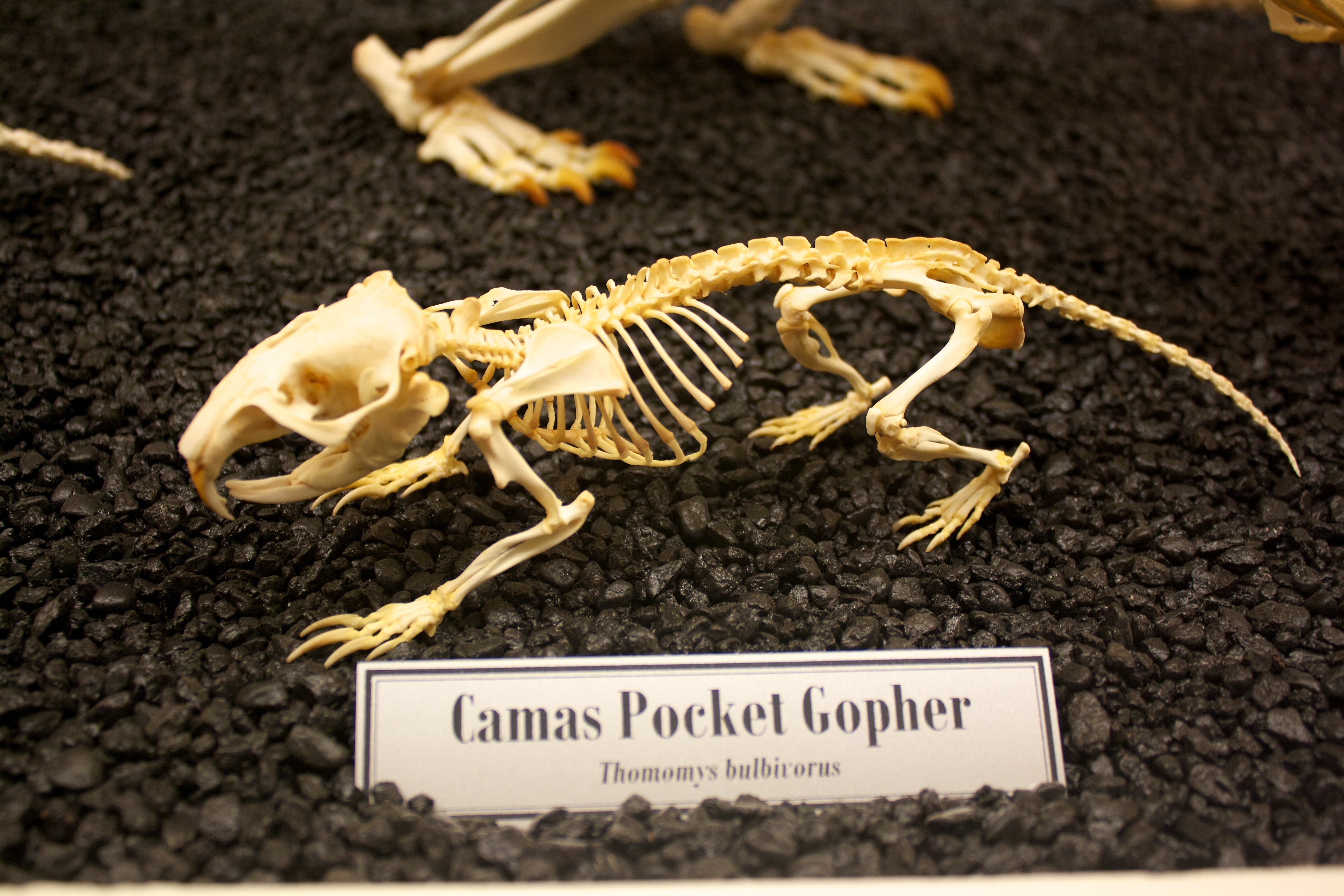
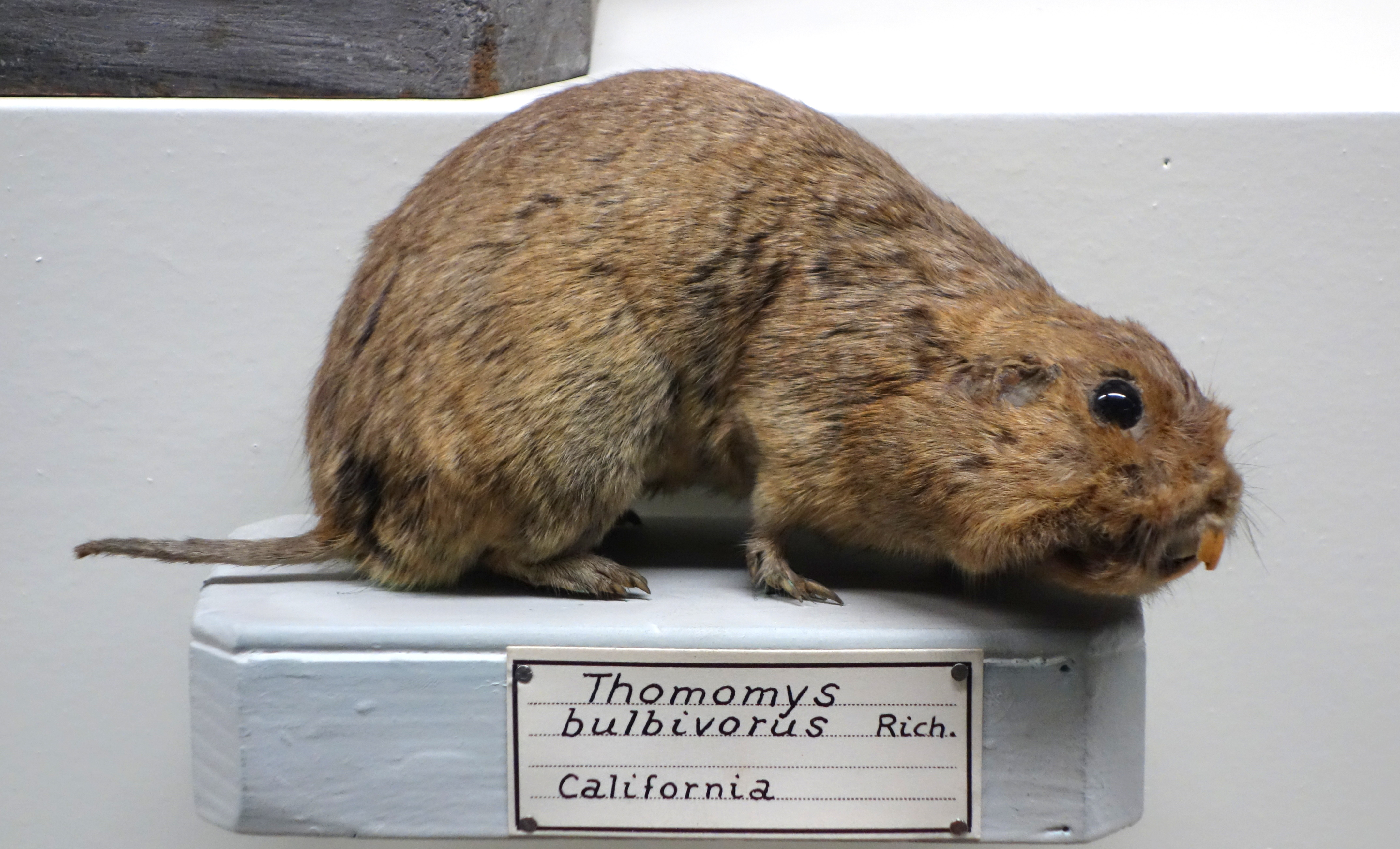
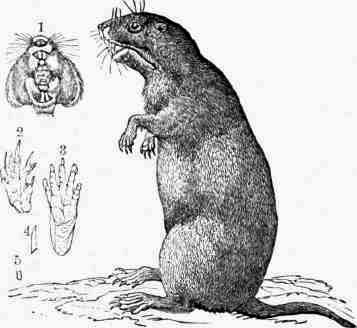